# Ceratocanthopsis
Ceratocanthopsis är ett släkte av skalbaggar. Ceratocanthopsis ingår i familjen Hybosoridae.
Kladogram enligt Catalogue of Life:
| Ceratocanthopsis | \| \| Ceratocanthopsis fulgida \| \| \| \| \| \| Ceratocanthopsis pernitida \| \| \| \| \| \| Ceratocanthopsis pygmaea \| \| \| \| |
|                  | \| \| Ceratocanthopsis fulgida \| \| \| \| \| \| Ceratocanthopsis pernitida \| \| \| \| \| \| Ceratocanthopsis pygmaea \| \| \| \| |
|                  | Ceratocanthopsis fulgida |
|                  | |
|                  | Ceratocanthopsis pernitida |
|                  | |
|                  | Ceratocanthopsis pygmaea |
|                  | |